# Test di Pépin
In matematica, il test di Pépin è un test di primalità che può essere usato per stabilire se un numero di Fermat è primo oppure composto.
Fu sviluppato dal matematico francese Théophile Pépin (1826-1904).
Secondo tale test il numero {\displaystyle F_{n}=2^{2^{n}}+1} è primo se e solo se
{\displaystyle 3^{\frac {F_{n}-1}{2}}\equiv -1\mod F_{n}}
Essendo l'esponente a sinistra una potenza di 2, l'espressione può essere valutata in modo relativamente rapido elevando ripetutamente al quadrato 3, con un algoritmo a tempo polinomiale; tuttavia, a causa della grandezza dei numeri Fn, il test può essere usato soltanto per valori non troppo grandi di n.

## Dimostrazione
Per ogni Fn, si ha sicuramente
{\displaystyle F_{n}\equiv 1\mod 4}
e
{\displaystyle F_{n}\equiv 2\mod 3}
Per il criterio di Eulero, {\displaystyle 3^{\frac {F_{n}-1}{2}}\equiv \left({\frac {3}{F_{n}}}\right)\mod F_{n}}, dove si è usato il simbolo di Legendre; se Fn è primo si può applicare la legge di reciprocità quadratica, e quindi
{\displaystyle \left({\frac {3}{F_{n}}}\right)=\left({\frac {F_{n}}{3}}\right)=\left({\frac {2}{3}}\right)=-1} .
Inversamente, se {\displaystyle 3^{\frac {F_{n}-1}{2}}\equiv -1\mod F_{n}}, la stessa congruenza deve valere per ogni fattore primo p di Fn; quindi si ha {\displaystyle 3^{F_{n}-1}\equiv 1\mod p}, ovvero l'ordine di 3 modulo p divide Fn-1, ed è quindi una potenza di 2. Ma tale ordine non divide (Fn-1)/2 (che è ancora una potenza di 2) e quindi deve essere precisamente Fn-1. Quindi p>Fn-1, e p deve essere precisamente Fn, ovvero quest'ultimo è primo.